# Asano Nagakoto
Asano Nagakoto est un nom japonais traditionnel ; le nom de famille (ou le nom d'école), Asano, précède donc le prénom (ou le nom d'artiste).
Asano Nagakoto (浅野 長勲, 28 août 1842-1er février 1937) est daimyō du domaine de Hiroshima pendant une courte période après la restauration de Meiji. Pendant le reste de l'ère Meiji, il est politicien et diplomate et l'un des derniers daimyōs (Hayashi Tadataka et Wakebe Mitsunori lui survivent).

## Biographie
Adopté par Asano Nagamichi, il sert comme assistant de son père adoptif dans les années 1860 et participe à de nombreuses réunions et événements entourant la restauration du régime impérial et, en tant que tel, est l'un de ceux qui conseillent au shogun Tokugawa Yoshinobu de restituer le pouvoir à l'empereur du Japon. Cependant, contrairement à beaucoup de domaines tels que Satsuma et Chōshū, Asano est opposé à une action militaire contre le shogunat.
Nagakoto devient le 12e daimyō de Hiroshima en 1869 lorsque Nagamichi se retire. Les domaines (han) sont abolis en 1871 mais Asano se voit accorder le titre de marquis (kōshaku) dans le système kazoku de paierie mis en place à la même époque.
Il devient membre du Genrōin (Chambre des anciens) en 1880, est nommé ambassadeur en Italie deux ans plus tard et sert également à la Chambre des pairs pendant un certain temps. Bien que vivant et officiant à Tokyo, il travaille pour soutenir l'industrie et d'autres entreprises dans sa région natale, nouvellement baptisée préfecture de Hiroshima.
La bibliothèque Asano (à présent bibliothèque centrale de la ville de Hiroshima) est inaugurée en 1926 et Asano décède en 1937 à l'âge de 94 ans.

## Source de la traduction
- (en) Cet article est partiellement ou en totalité issu de l’article de Wikipédia en anglais intitulé « Asano Nagakoto » (voir la liste des auteurs).